# 24268 Charconley
24268 Charconley este un asteroid din centura principală de asteroizi.

## Descriere
24268 Charconley este un asteroid din centura principală de asteroizi. A fost descoperit pe 8 decembrie 1999 la Socorro, New Mexico, în cadrul proiectului LINEAR. Asteroidul prezintă o orbită caracterizată de o semiaxă mare de 2,81 ua, o excentricitate de 0,01 și o înclinație de 4,2° în raport cu ecliptica.